# Susquehanna Connecting Railroad
Die Susquehanna Connecting Railroad (SC; AAR-reporting mark: SUSC) war eine Bahngesellschaft im Nordosten des US-Bundesstaats Pennsylvania. Das Tochterunternehmen der New York, Susquehanna and Western Railroad betrieb ab 1896 südlich von Scranton eine etwa 12,2 km lange Bahnstrecke im Wyoming Valley, die bis in die 1940er-Jahre vor allem dem Transport von Anthrazitkohle diente. Ein Teil der Strecke besteht bis heute zur Anbindung eines Industrieparks und befindet sich seit Auflösung der SC Anfang der 1980er-Jahre im Eigentum des Luzerne County.

## Geschichte
In den 1880er-Jahren erwarb die New York, Susquehanna and Western Railroad (NYS&W) Abbaurechte für Anthrazitkohlebergbau nahe Scranton, die bald darauf durch Tochterfirmen und Lizenznehmer in Anspruch genommen wurden. Mit weiteren Bergbauunternehmen der Region um Scranton und Wilkes-Barre schloss die NYS&W Verträge zum Kohletransport nach New Jersey. Zur Anbindung der Kohlenwäschen an das Bahnnetz errichtete die NYS&W fünf kurze Nebenbahnen. Diese Strecken waren aber weder direkt miteinander noch mit der rund 75 km östlich von Scranton endenden NYS&W-Hauptstrecke verbunden, wodurch die NYS&W für die Kohleabfuhr auf andere Bahngesellschaften, vor allem die Delaware and Hudson Railway (D&H) und die Delaware, Lackawanna and Western Railroad (DL&W), angewiesen war. Ab Januar 1894 wurde die Lücke durch die NYS&W-Tochtergesellschaft Wilkes-Barre and Eastern Railroad (WB&E) deutlich verkürzt, die eine Strecke von Stroudsburg am westlichen Ende der NYS&W-Hauptstrecke bis Kingston bei Wilkes-Barre eröffnete. Allerdings war diese nicht mit den kurzen NYS&W-Zweigstrecken um Scranton verbunden.

Karte mit den Strecken der NYS&W, WB&E und SC

Am 18. Dezember 1896 gründete die NYS&W daher mit der Susquehanna Connecting Railroad (SC) eine weitere Tochtergesellschaft, um die isolierten NYS&W-Abschnitte mit der WB&E-Strecke zu verbinden. Ab 26. Februar 1897 mietete die SC diese fünf NYS&W-Nebenbahnen, auf denen zu diesem Zeitpunkt mehr als 750.000 t Kohle pro Jahr befördert wurden, und begann mit dem Bau einer eigenen Strecke. Ausgangspunkt war ein zunächst Paddy's Land, später Suscon Junction, genannter Abzweig von der WB&E-Strecke in Pittston Township, etwa 20 km nordöstlich von Wilkes-Barre. Von dort wurde die SC-Strecke in das Tal des Lackawanna River nach Moosic geführt. Südöstlich von Moosic bestanden in Hillside Junction Gleisverbindungen zu Strecken der Erie Railroad und der Lackawanna and Wyoming Valley Railroad. In Moosic entstand mit Moosic Junction (teilweise auch Jermyn Junction genannt) der größte Bahnhof der SC. Eine kurze Zweigstrecke (Jermyn Branch) führte von dort zu nahegelegenen Strecken der DL&W, der Lehigh Valley Railroad und der New York, Ontario and Western Railway sowie insbesondere zur NYS&W Jermyn No. 2 Breaker-Zweigstrecke in Old Forge. Richtung Nordosten sollte die SC-Strecke bis Jessup fortgeführt werden, wo mit der Winton Branch die längste und nördlichste der NYS&W-Bahnen lag. Bis 1898 wurde die SC-Strecke allerdings als Minooka Branch lediglich etwa zwei Kilometer bis zu einer Strecke der D&H verlängert. Die Gesamtlänge der SC-Strecken lag damit bei etwa 12,2 km (7,56 Meilen). Die Betriebsführung der SC übernahm mit Eröffnung des ersten Streckenabschnitts am 1. April 1897 die WB&E. Von Beginn an wurde ausschließlich Güterverkehr durchgeführt und kein Personenverkehr angeboten.
Die Übernahme der NYS&W durch die Erie Railroad im Jahr 1898 beendete die Expansion der SC. Zugleich änderten sich die Frachtwege, denn ein signifikanter Teil der Kohletransporte wurde von der SC nun nicht an die WB&E, sondern an die Erie Railroad übergeben. Die Betriebsführung der SC durch die WB&E endete formal am 31. Dezember 1917, doch wurden auch unter Regie der United States Railroad Administration WB&E und SC gemeinsam betrieben und im Frühjahr 1920 der ursprüngliche Zustand wiederhergestellt. Die WB&E meldete allerdings 1937 Insolvenz an und stellte 1939 ihren eigenen Betrieb ein. Die Transporte auf der SC übernahm ab 1. April 1938 die Erie Railroad über exklusive Trackage Rights.
Die Minooka Branch wurde 1936 aufgegeben. Am 15. Mai 1941 beantragte die SC auch die Stilllegung ihrer Jermyn Branch einschließlich Moosic Junction und die NYS&W die Stilllegung ihrer anschließenden Strecke, nachdem die Kohleförderung in Old Forge im Mai 1938 aufgegeben worden war. Dem Antrag wurde am 18. Juli 1941 stattgegeben. Es verblieb somit der etwa acht Kilometer lange Streckenabschnitt von Hillside Junction nach Suscon, der weiter durch die Erie bzw. ab 1960 durch die Erie Lackawanna Railroad (EL) bedient wurde. Ende 1975 kündigte die seit 1972 unter Insolvenzverwaltung agierende EL an, dort den Betrieb einzustellen. Am 1. April 1976 wurden die Leistungen durch Consolidated Rail Corporation (Conrail) übernommen. Nachdem die NYS&W seit 1976 unter Insolvenzverwaltung stand, wurde sie in den frühen 1980er-Jahren reorganisiert. Im Rahmen dessen wurde die SC aufgelöst.
Mit Auflösung der SC fiel die verbliebene Infrastruktur an das Luzerne County. Den Güterverkehr zum Grimes Industrial Park übernahm 1981 die Pocono Northeast Railway (PNER), nachdem sich Conrail von zahlreichen Nebenstrecken im Raum Scranton/Wilkes-Barre zurückzog. Nach der Insolvenz der PNER 1993 führte für einige Monate die Delaware-Lackawanna Railroad (DL) den Betrieb, ehe die Luzerne and Susquehanna Railway (L&SR) die Leistungen übernahm.